# Ripear
Ripear (españolización del término en inglés rip) es el proceso de copiar o convertir la información de un soporte multimedia (como un CD, DVD, HD DVD o Blu-ray) a otro soporte de datos digital como un disco duro. Aunque al dispositivo original se lo considere típicamente digital, también puede denominarse "ripear" a la extracción de medios analógicos, como un video VHS, o un vinilo. Para ahorrar espacio de almacenamiento, la información copiada suele codificarse en un formato comprimido, como MP3, AIFF, AAC, WMA, FLAC u Ogg vorbis para audio, MPEG-2, MPEG-4, MOV, DivX, Xvid u Ogg Theora para video.
El término ha sido adoptado para referirse a extracción/duplicación de audio, aunque ese uso del término es menos común. Asimismo, aunque haya caído en desuso en la actualidad, ripear puede hacer referencia a extraer archivos de audio, video, texto, etc. de un archivo de datos usado por un programa para almacenarlos, por ejemplo, se puede ripear/extraer las imágenes que usa un archivo ejecutable.

## Propósito
Para consumidores de contenido digital, existen diversos casos prácticos para ripear. Actualmente, muchas cámaras de video digital escriben directamente a DVD. Ripear es necesario para extraer ese contenido a un ordenador para edición, almacenamiento, duplicado o para copias de resguardo. Otra aplicación es permitir a los propietarios de CD o DVD escuchar o ver esos contenidos de un modo más flexible. Por ejemplo, ripear permite a los usuarios escuchar música de distintos álbumes sin tener que cambiar los discos, y pudiendo hacer listas de reproducción personalizadas. Ripear también permite escuchar música en reproductores personales. Asimismo, permite liberarse de las restricciones impuestas por mecanismos DRM.

## Problemas técnicos
Ripear podría no extraer toda la información de un CD de audio. Un CD-Text podría ser extraído, pero información adicional de un CD+G, como letras o imágenes, podrían ser ignoradas por el software de ripeado, impidiendo realizar un copia de seguridad idéntico del CD original.

## Legalidad
Ripear permite también copiar sin pérdidas el contenido a un muy bajo costo o incluso a costo cero con perfecta calidad, permitiendo su distribución a gente que no lo hubiese comprado, y potencialmente sustituyendo las ventas de esos contenidos. Por ello ha surgido una férrea oposición por parte de las industrias discográficas, que lo ven como un robo.
Dado que el video o la música se transfieren a archivos de datos, estos archivos pueden ser compartidos con otros usuarios a través de internet.
Las consideraciones legales sobre el copiado de respaldo y el software que lo permite varían según cada país.
- En Estados Unidos: Aunque es legal en este país hacer copias de respaldo del software, la legalidad de ripear música para uso personal sin la autorización del propietario copyright despierta controversia. Históricamente, copiar música para uso personal había sido considerado "uso justo", aunque la RIAA, que representa a muchos propietarios de copyright, ha argumentado que los derechos de copia no se les ceden a los usuarios finales. Vender software para saltarse protecciones anticopia en DVD comerciales es ilegal.
- En España: Cualquiera tiene derecho a hacer una copia privada de material con copyright, sin que ni siquiera la fuente tenga que ser legal. La distribución de estas copias, sin embargo, es ilegal cuando se desarrolla con ánimo de lucro. Algunas asociaciones como la Federación para la Protección de la Propiedad Intelectual o La Coalición de Creadores e Industrias de Contenidos insisten en calificar como lucro el mero hecho de disfrutar de algo sin pagar por ello, pero esto actualmente no ha sido corroborado por ningún ente jurídico.
- En el Reino Unido: Realizar una copia privada de material con copyright sin el consentimiento del propietario, es ilegal, lo que incluye ripear música de un CD a un ordenador o a un reproductor personal digital, lo cual obligaría a comprar legalmente una copia digital del material ya comprado en físico si se desea usar en un reproductor personal digital.

## Procedimiento
La velocidad a la que un CD o DVD puede ser ripeada se expresa con frecuencia como un multiplicador, como 12X (12 veces más rápido que la velocidad de reproducción estándar). Factores importantes en la estimación de la velocidad son:
- La velocidad del reproductor de medios: un CD tiene una velocidad de rotación máxima, y los reproductores tenderán a aproximarse lo máximo posible a esa velocidad (por ejemplo, un reproductor que pueda leer a 60x).
- La conexión entre el dispositivo lector y el dispositivo codificador: puede ser tanto extremadamente rápida (SCSI), como muy lenta (USB 1.1), o incluso a través de una red Ethernet.
- El dispositivo codificador, en muchos casos un PC, codificará la entrada en un formato comprimido. Esta es una tarea muy intensiva en computación, por lo que la frecuencia de reloj del procesador, la arquitectura o el diseño, afectarán a la velocidad.
- La calidad de compresión podría alterar la velocidad.
- El archivo comprimido se grabaría en disco: de nuevo vuelve a afectar la velocidad del dispositivo en que escribimos: SCSI, memoria flash...
- Las condiciones físicas del medio original: errores de lectura pueden hacer menos preciso el ripeado, en caso de ignorar los bloques defectuosos, o podrían ralentizar el proceso, en caso de requerir varias lecturas
- Determinado software para ripear, como Exact Audio Copy, realizarán el ripeado varias veces, comparando los resultados, de modo que se aseguran la precisión del archivo ripeado. Esto podrá ralentizar el proceso, pero aseguraría la exactitud del ripeado.

La combinación de esos elementos determinará la velocidad del ripeado.